# Salt (chanson)
Pour les articles homonymes, voir Salt.
Singles de Ava Max
Tabú (en)
(2019) Alone, Pt. II
(2019)
Clip vidéo
[vidéo] « Salt », sur YouTube
Salt est une chanson de la chanteuse américaine Ava Max. Elle est sortie en single le 12 décembre 2019 chez Atlantic Records. Elle a auparavant déjà été sortie sur YouTube et SoundCloud en 2018. C'est le quatrième extrait de son premier album Heaven & Hell.

## Historique et composition
La chanson a été initialement publiée sur YouTube — où elle a obtenu 4 millions de vues en décembre 2019 — et SoundCloud en 2018,. Le 5 décembre 2019, Ava Max révèle la date de sortie de la chanson sur les réseaux sociaux, qui a ensuite été réédité en single sur plusieurs services de streaming le 12 décembre 2019,.
Salt est une chanson dance-pop avec des éléments de la musique disco. Elle est écrite par Ava Max, Autumn Rowe, Madison Love, Nicole Morier et Cirkut, ce dernier a également produit la chanson.

## Crédits
Crédits adaptés depuis Tidal.
- Amanda Ava Koci – voix, composition
- Henry Walter – composition, production, mixage audio
- RedOne – composition, production
- Autumn Rowe – composition
- Madison Love – composition
- Nicole Morier – composition

## Classements et certifications

### Classements hebdomadaires
| Classements (2019-20)              | Meilleure position |
| ---------------------------------- | ------------------ |
| Allemagne (GfK Entertainment)      | 10                 |
| Autriche (Ö3 Austria Top 40)       | 8                  |
| Biélorussie (Radiomonitor)         | 5                  |
| Belgique (Flandre Ultratip 100)    | 23                 |
| Belgique (Wallonie Ultratip 50)    | 9                  |
| CEI (Tophit)                       | 2                  |
| Croatie (HRT)                      | 29                 |
| Danemark (Tracklisten)             | 25                 |
| Europe (Euro Digital Songs)        | 15                 |
| Finlande (Suomen virallinen lista) | 6                  |
| France (SNEP)                      | 38                 |
| Grèce (IFPI)                       | 66                 |
| Hongrie (Rádiós Top 40)            | 15                 |
| Hongrie (Single Top 40)            | 8                  |
| Hongrie (Stream Top 40)            | 28                 |
| Irlande (Irish Singles Chart)      | 98                 |
| Lettonie (Latvijas Top 40)         | 37                 |
| Lituanie (AGATA)                   | 34                 |
| Pays-Bas (Nederlandse Top 40)      | 19                 |
| Pays-Bas (Single Top 100)          | 35                 |
| Norvège (VG-lista)                 | 5                  |
| Pologne (ZPAV)                     | 1                  |
| Roumanie (Airplay 100)             | 52                 |
| Russie (Tophit Radio Top 100)      | 3                  |
| Slovaquie (IFPI Rádio)             | 11                 |
| Slovaquie (IFPI Singles Digitál)   | 52                 |
| Slovénie (SloTop50)                | 3                  |
| Suède (Sverigetopplistan)          | 33                 |
| Suisse (Schweizer Hitparade)       | 8                  |
| Tchéquie (IFPI Singles Digitál)    | 85                 |
| Ukraine (Tophit Radio Top 100)     | 7                  |

### Certifications
| Pays | Certification | Ventes      |
| --- | ------------- | ----------- |
| Allemagne (BVMI)                                                                                          | Or            | 200 000‡    |
| Autriche (IFPI Autriche)                                                                                  | Or            | 15 000*     |
| Brésil (PMB)                                                                                              | Or            | 20 000‡     |
| Danemark (IFPI Danemark)                                                                                  | Or            | 45 000‡     |
| France (SNEP)                                                                                             | Platine       | 30 000 000‡ |
| Pologne (ZPAV)                                                                                            | Platine       | 20 000*     |
| *Ventes selon la certification xNon précisé par la certification ‡ventes/streaming selon la certification |               |             |

## Historique de sortie
| Pays   | Date             | Format                       | Version    | Label    | Réf.   |
| ------ | ---------------- | ---------------------------- | ---------- | -------- | ------ |
| Divers | 12 décembre 2019 | - Téléchargement - streaming | Originale  | Atlantic | [ 5 ]  |
| Divers | 13 décembre 2019 | - Téléchargement - streaming | Originale  | Atlantic | [ 11 ] |
| Divers | 8 avril 2020     | - Téléchargement - streaming | Acoustique | Atlantic | [ 11 ] |
| Divers | 16 avril 2020    | - Téléchargement - streaming | Remixes    | Atlantic | [ 11 ] |